# Højreekstremisme
Højreekstremisme eller højreradikalisme bruges som betegnelse for politiske synspunkter, der ligger alleryderst (ekstremt) til højre i det politiske spektrum. Der er ikke nogen entydig definition af, hvornår en holdning eller handling kan karakteriseres som højreekstremistisk, men ofte bruges betegnelsen om grupperinger, der er modstandere af liberale demokratiske principper og/eller går ind for at anvende vold som politisk middel. Nazister og fascister er eksempler på højreekstremistiske retninger. Højreekstremister vil typisk have ultranationalistiske, antidemokratiske, antisemitiske, racistiske, islamofobe og/eller antimodernistiske holdninger.
Højreekstremistiske grupper har fået større udbredelse i mange europæiske lande (bl.a. Danmark) i det 21. århundrede.

## Vigtige højreekstremistiske træk
Den Danske Ordbog definerer højreekstremisme som "ekstremt højreorienteret politisk holdning eller adfærd, ofte stærkt national og med en fjendtlig indstilling over for udlændinge". Den Store Danske beskriver højreekstremisme og højreradikalisme som "politiske strømninger og grupperinger på yderste højrefløj, der ideologisk og politisk overskrider normen for, hvad der er foreneligt med politik i en demokratisk forfatningsstat, og som desuden ofte med militante og kriminelle midler som vold og terror bekæmper det politisk-parlamentariske demokrati".
Ifølge det danske "Nationalt Center for Forebyggelse af Ekstremisme" under Udlændinge- og Integrationsministeriet er det afgørende fællestræk for de højreekstreme miljøers verdensbillede en accept af politisk vold som virkemiddel samt antidemokratiske politiske mål.
Nutidens højreekstremistiske tankegods er inspireret af det 20. århundredes ultranationalistiske, antidemokratiske, antisemitiske og antimodernistiske strømninger. Ultranationalisme er et fælles kendetegn, og antisemitiske og antimuslimske holdninger sammen med et fjendebillede af en overnational elite, afstandtagen til liberale demokratiske værdier og anvendelse af voldelige metoder præger i varierende grad de højreekstremistiske grupper.

## Højreradikalisme og højreekstremisme
Ofte anvendes ordene højreradikalisme og højreekstremisme som synonymer. Sådan opfattes ordene eksempelvis i Den Danske Ordbog og Den Store Danske Encyklopædi. Journalisten og forfatteren Tom Carstensen, som har beskæftiget sig i mange år med den yderste danske højrefløj, skelner omvendt mellem den "ekstreme højrefløj", der defineres ved at være villig til at bruge vold for at nå sit mål, og den "radikale højrefløj", der ønsker en grundlæggende ændring af samfundet, men uden at advokere for vold. Denne skelnen er parallel til det tilsvarende begrebspar venstreradikalisme og venstreekstremisme, der også af nogle anvendes som synonymer, mens andre, som f.eks. den tyske samfundsforsker Horst Heimann, opererer med en distinktion mellem dem, hvor den afgørende skillelinje er, om vold anses for at være et legitimt middel til at opfylde de politiske mål.

## Historie
De første højreekstremistiske bevægelser af betydning opstod i Tyskland umiddelbart efter første verdenskrig, således det paramilitære frikorps Stahlhelm, der blev oprettet i december 1918, og som senere blev indlemmet i det nazistiske SA. I mellemkrigstiden blev der dannet højreekstremistiske bevægelser i en lang række andre lande i Europa, ofte med den italienske fascisme som forbillede, f.eks. Lappobevægelsen i Finland. Nazismens og fascismens nederlag i anden verdenskrig var dog også et markant globalt nederlag for højreekstremistiske synspunkter.
Den tyske politolog Klaus von Beyme beskrev i 1988 tre historiske udviklingsfaser for højreekstremistiske partier i Vesteuropa efter anden verdenskrig:
- 1945 til midten af 1950'erne: Højrekstremistiske partier var marginaliserede, i stedet for at have nogen politisk betydning var deras vigtigste mål at overleve. Højreekstremistisk politik var miskrediteret af nazismen og politisk isoleret.
- Midten af 1950'erne til 1970'erne: Den såkaldte "populistiske protestfase" ("Populist Protest Phase") med sporadiske valgsejre. Egenskaber hos de højreekstremistiske partier i denne fase var en karismatisk leder og en dyb modvilje mod det politiske etablissement, "vi” mod ”dem", hvor "de" er politikere og bureaukrater.
- 1980'erne: valgsejre for højreekstremistiske partier konsolideres, mens de opdagede indvandring som et hovedindsatsområde.

Hertil har politologen Anders Widfeldt senere tilføjet en fjerde fase, som han kalder "legitimitetsfasen". Denne fase begynder omkring 2000 og kendetegnes af større politisk legitimitet. I denne fase fokuserer de højreekstremistiske partier efterhånden mere på kritik af islam og den påståede "islamisering" af Europa, "velfærdschauvinisme" bliver et vigtige emne, og temaer fra det yderste højre vinder lidt efter lidt indpas på den politiske dagsorden og overtages af andre partier.
Ifølge det danske center for forebyggelse af ekstremisme kan det ekstreme højres fremgang i Europa i de seneste årtier anskues som en reaktion på globaliseringen og dens konsekvenser. De højreekstreme grupper har udnyttet en række komplekse sociale, økonomiske og politiske forandringer og omdannet dem til en fortælling om masseindvandring, flygtningestrømme og en medfølgende trussel imod kristne og nationale værdier.
Massakren på Utøya i 2011, hvor 69 unge nordmænd blev dræbt af en norsk højreekstremist, er et af de større højreekstremistiske angreb i Europa i det seneste årti.

## Højreekstremisme i Danmark
Højreekstreme partiet og grupperinger har eksisteret i Danmark siden mellemkrigstiden med varierende styrke. I en kortlægning af antidemokratiske og ekstremistiske miljøer i Danmark fra 2014 opererede forskningsinstitutionen SFI med højreradikale cirkler som et af tre miljøer, hvor ekstremisme potentielt kunne finde sted (de to andre miljøer var et venstreradikalt og et islamistisk miljø). Det ekstremistiske og/eller antidemokratiske højreradikale miljø definerede SFI nærmere som bestående af seks grupperinger: Danmarks Nationale Front, Danish Defence League, Right Wings, Dansk National Socialistisk Bevægelse (DNSB), Stop Islamiseringen af Danmark og Bevægelsen Frit Danmark – Folkebevægelsen mod Indvandring. I en tidligere rapport fra SFI blev Danskernes Parti nævnt som en af de tre største højreekstremistiske grupperinger i Danmark.
Forskere på området skelner mellem højreradikale grupperinger, der er nationalsocialistiske, og andre, der er højrenationale. Den højrenationale strømning er større end den nationalsocialistiske og er kendetegnet ved nationalistiske holdninger, hvor ”Danmark” er den vigtigste politiske enhed, og ved mistro, fjendtlighed og racisme over for indvandrere. Hvor nationalsocialistiske grupper typisk er antisemitiske, er højrenationale gruppers fjendebilleder ofte mere varierede og inkluderer fjendebilleder, der udspringer af nutidige globale konflikter, og de betragter oftest islam som en hovedmodstander.
Ifølge SFI's 2014-studie var de højreekstremistiske grupperinger mere voldelige og militante end deres venstreekstremistiske modpoler. Dansk Institut for Internationale Studier (DIIS) advarede i december 2016 i en rapport om, at den skarpe tone i den danske udlændingedebat kunne medføre en større risiko for højreekstremistiske voldshandlinger. Politiets Efterretningstjeneste (PET) vurderede tilsvarende i 2018, at truslen fra højreekstremistisk terror i Danmark er vokset som følge af den polariserede flygtninge- og udlændingedebat.

## Højreekstremisme i USA
- Alt-right
- Boogaloo-bevægelsen
- Ku Klux Klan
- Proud Boys